# 第60屆柏林影展
第60屆柏林影展（德語：60. Internationale Filmfestspiele Berlin），於2010年2月11日至2月21日在德國柏林舉辦，開幕片為中國導演王全安執導的《團圓》，閉幕片則為日本導演山田洋次執導的《春之櫻-吟子和她的弟弟》，評審團主席則由德國導演韋納·荷索擔任。

## 評審團
- 韋納·荷索：導演。（評審團主席）
- 法蘭契斯卡·高曼契尼（義大利語：Francesca Comencini）：導演。
- 努魯丁·法拉赫：作家。
- 科奈莉亞·弗洛波伊斯（德语：Cornelia Froboess）：演員。
- 荷西·馬力亞·摩拉雷斯（西班牙语：José María Morales (film producer)）：製片。
- 余男：演員。
- 芮妮·齊薇格：演員。

## 正式單元

### 競賽單元
| 片名                   | 原文片名                        | 導演                          | 出品國                 |
| ---------------------- | ------------------------------- | ----------------------------- | ---------------------- |
| 《團圓》               | 《團圓》                        | 王全安                        | 中国                   |
| 《蜜》                 | Bal                             | 森米·卡潘諾古                 | 土耳其                 |
| 《慾蟲》               | キャタピラー                    | 若松孝二                      | 日本                   |
| 《搶匪》               | Der Räuber                      | 班哲明·海森堡                 | 德国                   |
| 《美味家庭》           | En Familie                      | 佩妮莉·費雪·克莉絲鄧森        | 丹麦                   |
| 《半點好男人》         | En ganske snill mann            | 漢斯·彼得·穆蘭                | 挪威                   |
| 《如果我想吹口哨》     | Eu când vreau să fluier, fluier | 弗洛林·塞班                   | 羅馬尼亞、 瑞典、 德国 |
| 《愛上草食男》         | Greenberg                       | 諾亞·鮑姆巴赫                 | 美国                   |
| 《嚎囂》               | Howl                            | 勞勃·伊普斯汀 傑佛瑞·佛萊德曼 | 美国                   |
| 《我如何度過這個夏天》 | Как я провёл этим летом         | 阿立克謝·巴波葛立斯基         | 俄羅斯                 |
| 《賈德蘇斯》           | Jud Süss – Film ohne Gewissen   | 奧斯卡·羅耶勒                 | 奥地利、 德国          |
| 《大叔的哈雷日記》     | Mammuth                         | 班諾·戴爾賓 葛斯塔夫·科文     | 法國                   |
| 《愛的旅途上》         | Na putu                         | 潔絲米拉·茲巴尼奇             | 、 奥地利、 德国、     |
| 《拼圖女王》           | Rompecabezas                    | 娜塔莉亞·絲米爾諾芙           | 阿根廷、 法國          |
| 《三槍拍案驚奇》       | 《三槍拍案驚奇》                | 張藝謀                        | 中国                   |
| 《夏哈達》             | Shahada                         | 柏漢·古爾巴尼                 | 德国                   |
| 《傷心潛水艇》         | Submarino                       | 湯瑪斯·凡提柏格               | 丹麦                   |
| 《獵殺幽靈寫手》       | The Ghost Writer                | 羅曼·波蘭斯基                 | 法國、 德国、 英国     |
| 《魔由心生》           | The Killer Inside Me            | 麥克·溫特伯頓                 | 美国                   |

## 得獎名單
- 金熊獎：《蜜》 - 森米·卡潘諾古
- 評審團大獎銀熊獎：《如果我想吹口哨（羅馬尼亞語：Eu când vreau să fluier, fluier (film)）》 - 弗洛林·塞班（英语：Florin Șerban）
- 最佳導演銀熊獎：羅曼·波蘭斯基 - 《獵殺幽靈寫手》
- 最佳女演員銀熊獎：寺島忍 - 《慾蟲（日语：キャタピラー (映画)）》
- 最佳男演員銀熊獎：吉格利·多布根（英语：Grigoriy Dobrygin）與塞吉·普克帕里斯（英语：Sergei Puskepalis） - 《我如何度過這個夏天（俄语：Как я провёл этим летом）》
- 最佳劇本銀熊獎：王全安、金娜 - 《團圓》
- 亞佛雷德鮑爾獎：《如果我想吹口哨（羅馬尼亞語：Eu când vreau să fluier, fluier (film)）》 - 弗洛林·塞班（英语：Florin Șerban）
- 傑出藝術貢獻銀熊獎（攝影）：Pavel Kostomarov - 《我如何度過這個夏天（俄语：Как я провёл этим летом）》

### 費比西獎
- 正式競賽單元：《美味家庭（丹麥語：En familie）》 - 佩妮莉·費雪·克莉絲鄧森（丹麥語：Pernille Fischer Christensen）
- 電影大觀：《東京同棲生活》 -  行定勳